# Botanophila aliena
Botanophila aliena este o specie de muște din genul Botanophila, familia Anthomyiidae. A fost descrisă pentru prima dată de Malloch în anul 1920. Conform Catalogue of Life specia Botanophila aliena nu are subspecii cunoscute.